# Alício Pena Júnior
Alício Pena Júnior (São Gotardo, 1º febbraio 1968) è un ex arbitro di calcio brasiliano, internazionale dal 2002 al 2008.

## Carriera
Attivo a livello statale dal 2001, dallo stesso anno ha iniziato a dirigere in Série A. È affiliato sia alla CBF che alla Federazione Mineira. Ha totalizzato più di 140 presenze nella massima serie nazionale, arrivando inoltre a essere designato per dirigere la partita di ritorno della finale della Coppa del Brasile 2008. Tra i suoi risultati più rilevanti negli incontri internazionali si annoverano la presenza in una edizione della Copa Libertadores e in cinque di Copa Sudamericana. Tra le presenze nelle competizioni per squadre nazionali vi è quella ai Giochi Panamericani 2007.